# Nossa Senhora do Bispo
Nossa Senhora do Bispo ist ein Ort und eine ehemalige Gemeinde (Freguesia) im portugiesischen Kreis Montemor-o-Novo. Die Gemeinde hatte 4902 Einwohner (Stand 30. Juni 2011).

## Verwaltung
Nossa Senhora do Bispo war Sitz einer Gemeinde des Kreises (Concelho) Montemor-o-Velho im Distrikt Évora.
Folgende Ortschaften, Landgüter und Orte gehörten zur Gemeinde:
| - Casa Mateus - Cavaleiros - Comenda da Igreja - Fazendas do Cortiço - Ferro da Agulha - Foros da Resenta - Foros do Cortiço - Maia - Monte Abadinho - Monte Claro - Monte da Cachola - Monte da Chaminé - Monte da Comenda Coelho - Monte da Conceição - Monte da Courela das 3 Portas - Monte da Fonte de Torres - Monte da Mó - Monte da Parreira - Monte da Repola - Monte da Videira | - Monte da Vinha Estoril - Monte das Varelas - Monte de Santo André - Monte de Vale Rã - Monte do Cosmo - Monte do Novo Fialha - Monte do Novo Palreiras - Monte do Paço - Monte do Pombal - Monte do Rabaçal - Monte do Vidigalinho - Monte Dorneis - Monte dos Atalhos - Monte dos Mestrinhos - Monte Novo dos Atalhos - Montemor-o-Novo - Quinta da Bomba - Quinta da Caldeira - Quinta da Cruz Velha - Quinta da Fonte Santa | - Quinta da Garciosa - Quinta da Picadinha - Quinta da Ponte de Lisboa - Quinta das Oliveiras - Quinta de Santo António - Quinta do Gago - Quinta do Maçarico - Quinta do Olival de Vale Flores - Quinta do Vale de Leite - Quinta Dom Francisco - Quinta dos Pretos - Quinta Gião - Quinta Padre Félix - Reguengo de São Mateus - Rosenta - São Gens - São Geraldo |

Mit der Gebietsreform vom 29. September 2013 wurden die Gemeinden Nossa Senhora do Bispo, Silveiras und Nossa Senhora da Vila zur neuen Gemeinde União das Freguesias de Nossa Senhora da Vila, Nossa Senhora do Bispo e Silveiras zusammengeschlossen.

## Persönlichkeiten
- Maria Clara Correia Alves (1869–1948), Autorin, Lehrerin, Journalistin, republikanische Aktivistin und Suffragette.